# Sant Martí de Canoà
Sant Martí de Canoà és una capella del terme comunal de Prada, a la comarca del Conflent, de la Catalunya del Nord. Està situada a la dreta de la Tet, al nord-oest del nucli urbà de Prada, molt a prop al sud de la variant de la carretera general coneguda com a la Rocada. És una petita església romànica d'una sola nau, amb absis semicircular a llevant.